# Вінсом Фанні Баркер
Вінсом Фанні Баркер (англ. Winsome Fanny Barker; 1907-1994) — південноафриканський ботанік. Спеціалізувалася на вивченні покритонасінних рослин з родин Haemodoraceae, Liliaceae, Amaryllidaceae. Є автором опису понад 150 ботанічних таксонів..

## Епоніми
На честь Баркер названі види:
- Haemanthus barkerae Snijman 1981
- Gethyllis barkerae D.Müll.-Doblies 1986
- Drimia barkerae Oberm. ex J.C.Manning & Goldblatt 2003